# Mark Graves
Mark Terence Graves (sinh ngày 14 tháng 12 năm 1960) là một cầu thủ bóng đá người Anh thi đấu ở Football League, ở vị trí tiền đạo.